# کلید محافظ جان

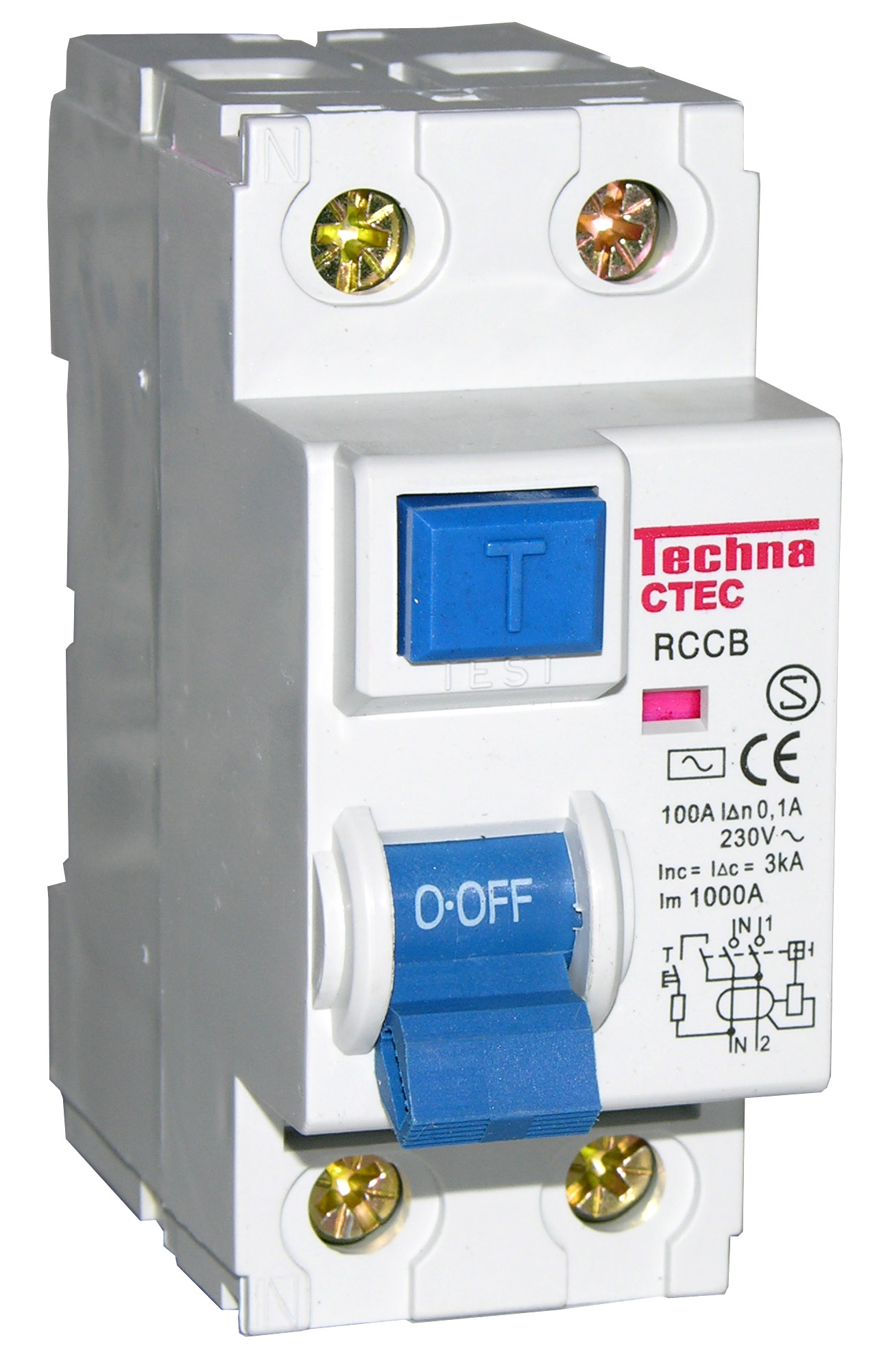
یک کلید RCD دوپل

شمای پویانمایی‌شده از عملکرد RCD سه‌فاز.

کلید جریان نشتی RCD که در زبان کوچه‌بازاری به کلید محافظ جان نیز شناخته می‌شود، نوعی کلید است که با مقایسهٔ جریان سیم‌های رفت و برگشت، در صورتی که اختلافی بین جریان رفت و برگشت وجود داشته باشد مدار را قطع می‌کند. در حالت عادی مدارهای الکتریکی، جریان رفت با جریان برگشت برابر است، اما اگر به هر دلیلی جریان بین سیم فاز و نول (در مدارهای تکفاز) اختلاف داشته باشد کلید محافظ جان عمل خواهد کرد. وجود این اختلاف ممکن است بر اثر اتصال بدنهٔ یکی از دستگاه‌های الکتریکی باشد که در آن جریان الکتریکی به جای برگشتن از راه سیم نول از راه زمین به منبع برمی‌گردد که اصطلاحاً می‌گویند جریان نشت پیدا کرده‌است. این دستگاه جریان‌های نشتی کوچکی را که توسط فیوز شناسایی نمی‌شوند اما می‌توانند زمینه‌ساز آتش‌سوزی یا برق‌گرفتگی شوند شناسایی و مدار را در چند دهم یا صدم ثانیه قطع می‌کند.
جریان نشتی ممکن است از راه بدن فردی که با زمین تماس دارد و تصادفاً دستش با قسمت برق‌دار مدار تماس پیداکرده است به وجود آید، کلیدهای محافظ جان به گونه‌ای طراحی می‌شوند که پیش از آسیب‌رسیدن به فرد مدار را قطع می‌کنند. این کلیدها برای قطع مدار در برابر اضافه‌بار و اتصال کوتاه طراحی نشده‌اند. گونهٔ دیگری از این کلیدها که افزون بر جریان نشتی به اضافه‌بار هم واکنش نشان می‌دهند RCBO نامیده می‌شوند. RCD ممکن است برای اشاره به کلیدهای RCCB و RCBO به کار رود اما نباید آن‌ها را با کلید ELCB که به ولتاژهای سرگردان حساس است اشتباه گرفت.
این کلید با وجود اتصال به زمین (ارت) کاربرد بهتری دارد.

### دگرنام‌ها
- مدارشکن جریان باقیماده RCCB[واژه‌نامه ۴]
- سوئیچ ضد اتصالی Fehler elektrischen Stromstärke (FI) Schalter steht
- قطع کننده مدار اتصال زمین (GFCI)

## واژه‌نامه
1. ↑  سرواژهٔ residual-current device
2. ↑  سرواژهٔ residual-current circuit breaker with overload protection
3. ↑  Earth leakage circuit breaker
4. ↑  سرواژهٔ residual-current circuit breaker